# Leptostylus annulipes
Leptostylus annulipes är en skalbaggsart som beskrevs av Fisher 1942. Leptostylus annulipes ingår i släktet Leptostylus och familjen långhorningar. Inga underarter finns listade i Catalogue of Life.